# Björn Emmerling
Björn Emmerling (* 16. November 1975 in Würzburg) ist ein deutscher Hockeyspieler, der 2008 vom Harvestehuder THC zum 1. Hanauer THC wechselte.

## Karriere
Der Verteidiger gab 1996 sein internationales Debüt im Trikot der deutschen Nationalmannschaft. Zwischen 1996 und 2004 nahm er dreimal an Olympischen Spielen teil. 2002 und 2006 wurde er mit der deutschen Mannschaft Weltmeister.
Nach der Weltmeisterschaft 2006 gab er im September 2006 seinen Rücktritt aus der Nationalmannschaft bekannt. Insgesamt bestritt er 256 Länderspiele und erzielte dabei 58 Tore. 2007 wurde er in Mönchengladbach zum „Sportler des Jahres“ gewählt. 
Für seine sportlichen Erfolge wurde er mit dem Silbernen Lorbeerblatt ausgezeichnet.

## Erfolge
- 1996: Olympische Sommerspiele 1996, Atlanta (4. Platz)
- 1998: FIH Champions Trophy, Lahore (6. Platz)
- 1999: Europäischer Indoor Nations Cup, Slagelse (1. Platz)
- 1999: Europäischer Nations Cup, Padova (1. Platz)
- 2000: FIH Champions Trophy, Amstelveen (2. Platz)
- 2000: Olympische Sommerspiele 2000, Sydney (5. Platz)
- 2001: Europäischer Indoor Nations Cup, Luzern (1. Platz)
- 2001: FIH Champions Trophy, Rotterdam (1. Platz)
- 2002: Weltmeisterschaft, Kuala Lumpur (1. Platz)
- 2002: FIH Champions Trophy, Cologne (2. Platz)
- 2003: Europäischer Nations Cup, Santander (1. Platz)
- 2003: Hallenweltmeisterschaft, Leipzig (1. Platz)
- 2003: Männer Hockey European Nations Cup, Barcelona (1. Platz)
- 2004: Olympische Sommerspiele 2004, Athen (3. Platz)
- 2005: Weltspiele, Duisburg (1. Platz)
- 2005: Männer Hockey Europäischer Nations Cup, Leipzig (3. Platz)
- 2006: Weltmeisterschaft, Mönchengladbach (1. Platz)